# Formigos
Formigos ou Mexidos é um doce de travessa português típico do Natal minhoto e trasmontano composto basicamente de xarope de açúcar, fatias de pão ou pão-de-ló, amêndoas, corintos, pinhões, ovos, vinho do Porto e canela.

## Receita
- Ingredientes:

2 ovos 

3 gemas 

80 gramas de miolo de pinhão 

1 cálice grande de vinho do Porto 

5 fatias finas de pão de forma 

200 gramas de açúcar 

Leite comum 

2 colheres de sopa de manteiga 

80 gramas de salva-limão cristalizado 

80 gramas de amêndoa descascada e moída  

Canela em pó a gosto 

- Preparo:

Lave o salva-limão para perder todo o açúcar e seque. Pique-o e ponha a macerar no vinho do Porto durante 30 minutos aproximadamente. Ponha o pão em um recipiente e embeba-o com leite e deixe amolecer. Bata os ovos e as gemas com o açúcar. Em uma panela grande derreta a manteiga, junte o pão embebido, os ovos batidos com o açúcar e as amêndoas moídas. Misture tudo com uma colher de pau, sem deixar o doce secar e sem desfazer os pedaços. Em um pirex, ou em uma forma de louça, espalhe o salva-limão picado sem o vinho e os pinhões. Cubra com uma parte do creme. Repita as camadas, até acabar os ingredientes. A última camada deve ser decorada com frutos secos. E, depois, polvilhe com canela. Assim que estiver pronto, sirva frio ou morno.